# علیرضا امامی‌فر
علیرضا امامی‌فر (زاده ۲۵ شهریور ۱۳۵۳ - شیراز) بازیکن سابق و مربی فوتبال ایرانی است.
وی سابقه بازی در باشگاه‌های پرسپولیس، فجر شهید سپاسی و رویال شارلوا را دارد.
وی سابقه حضور در تیم ملی را نیز در کارنامه ورزشی خود دارد و در سال ۱۹۹۸ به تیم ملی ایران دعوت شد.
امامی فر در سال ۱۹۹۴ به تیم فوتبال پرسپولیس تهران پیوست و تا سال ۲۰۰۰ در این تیم حضور داشت. وی سپس به مدت یک فصل برای باشگاه فجر شهید سپاسی توپ زد.
او همچنین سابقه حضور در فوتبال بلژیک نیز داشته‌است و برای سه فصل بین سال‌های ۲۰۰۱ تا ۲۰۰۳ در شارلوای بلژیک حضور داشت.
امامی فر در مرداد ۸۲ (سال ۲۰۰۴) به همراه نماینده باشگاه پرسپولیس راهی هیئت فوتبال استان تهران شد و قرارداد سه ساله‌اش را با این باشگاه به ثبت رساند تا بدین ترتیب دوباره به جمع سرخ پوشان پایتخت بازگردد.
در سال ۲۰۰۸ به آرمین تهران رفته و برای یک سال در آنجا حضور داشت، سپس. در سال ۲۰۰۹ برای یک سال به شهرداری ماهشهر پیوست.
او از بازیکنان نسل طلایی دهه ۷۰ سرخپوشان محسوب می‌شود. امامی‌فر که دارای بالاترین مدارج مربیگری است، مربیگری را از تیم شهر خود و برق شیراز شروع کرد.
سپس به پارسه پیوست و بعد از آن در پرسپولیس، نفت تهران، سپیدرود و امید ایران به عنوان کمک مربی فعالیت کرد.
در ابتدای سال ۱۴۰۰ طی حکمی امامی فر به ریاست مرکز ملی فوتبال منصوب شد اما اردیبهشت همان سال از سمت خود استعفا داد.